# Quad City Mallards
Die Quad City Mallards waren ein US-amerikanisches Eishockeyfranchise aus Moline, Illinois, das von 1995 bis 1997 in der Colonial Hockey League und von 1997 bis 2007 in der United Hockey League, sowie in der Saison 2009/10 in der International Hockey League aktiv war. Zuletzt spielte es von 2014 bis 2018 in der ECHL. Die Mallards trugen ihre Heimspiele im TaxSlayer Center aus.

## Geschichte
Das Franchise wurde im Jahr 1995 gegründet und nahm seinen Spielbetrieb in der Colonial Hockey League auf. Erster Cheftrainer des Teams wurde Brad Buetow. In ihrer ersten Saison qualifizierten sich die Mallards für die Play-offs, obwohl sie mit 30 Siegen und 39 Niederlagen eine negative Bilanz aufwiesen. In der ersten Runde unterlag die Mannschaft in vier Spielen ohne einen eigenen Sieg gegen die Flint Generals und schied aus dem Wettbewerb aus.
In der folgenden Spielzeit gelang erneut der Einzug in die Endrunde. Mit 105 Punkten in der regulären Saison gelang der Mannschaft eine beachtliche Steigerung von 40 Zählern im Vergleich zum Vorjahr. In den ersten beiden Runden setzte sich das Team gegen die Muskegon Fury und die Thunder Bay Thunder Cats durch, bevor sie in den Finalspielen um den Colonial Cup auf die Flint Generals trafen. In sechs Spielen besiegte das Team die Generals und gewann somit erstmals den Meisterschaftspokal. Im Folgejahr konnte dieser Erfolg sogar noch übertroffen werden, als die Mallards sowohl das beste Team der regulären Saison als auch die beste Mannschaft der Play-offs stellten.
Auch in zwei Spielzeiten 1998/99 und 1999/2000 qualifizierte sich das Franchise erneut für die Finalspiele, verlor jedoch unter Cheftrainer Paul Gillis gegen die Muskegon Fury und dieser wurde daraufhin seines Amtes enthoben. Auch sein Nachfolger Matt Shaw scheiterte in den Finalspielen im Folgejahr an den Muskegon Fury. Unter dem langjährigen ehemaligen NHL-Spieler Paul MacLean als Cheftrainer kehrte der Erfolg zu den Mallards zurück. Mit 55 Siegen, 12 Niederlagen und 117 Punkten stellte das Team bereits zum dritten Mal in der Geschichte die punktbeste Mannschaft der regulären Saison. Zudem gewannen die Mallards in den Finalspielen gegen die Asheville Smoke ihren dritten Colonial Cup.
In den späteren Jahren konnte nicht mehr an diese Erfolge angeknüpft werden, lediglich in der Saison 2002/03 gelang der Einzug in die Finalspiele, in denen die Mannschaft in fünf Spielen den Fort Wayne Komets unterlag. Auch von 2003 bis 2007 qualifizierte sich das Team stets für die Endrunde, scheiterte hierbei jedoch jeweils vier Mal in Folge bereits in der ersten Runde.
Da im Jahr 2007 das neugegründete AHL-Franchise der Quad City Flames nach Moline in den Bundesstaat Illinois umgesiedelt wurde, stellten die Mallards ihren Spielbetrieb vorübergehend ein und waren bis zur erneuten Umverlegung der Flames zwei Jahre später inaktiv. Zur Saison 2009/10 nahm das Franchise in der inzwischen in International Hockey League umbenannten Liga den Spielbetrieb wieder auf.
Frank Anzalone, der zuvor unter anderem die Newmarket Saints und die Lowell Lock Monsters in der American Hockey League trainiert hatte, wurde als Cheftrainer engagiert. Die Mannschaft wies mit 29 Siegen und 35 Niederlagen erst zum zweiten Mal in der Franchise-Geschichte eine negative Bilanz auf und verfehlte erstmals die Qualifikation für die Endrunde. Seit der Saison 2010/11 nehmen die Quad City Mallards am Spielbetrieb der Central Hockey League teil. Im Juni 2011 wurde David Bell, ein ehemaliger Minor-League-Spieler und vormals Assistenztrainer bei den Barrie Colts aus der Ontario Hockey League, als neuer Cheftrainer und General Manager der Mallards vorgestellt.
Am 7. Oktober 2014 wurden die Mallards und die anderen sechs verbliebenen CHL-Teilnehmer in die ECHL aufgenommen. Der Spielbetrieb der CHL wurde wegen zu weniger Mannschaften eingestellt.
Nach der ECHL-Saison 2017/18 stellten die Mallards den Spielbetrieb ein.

## Farmteams
Die Quad City Mallards unterhielten zahlreiche Kooperationen mit Teams aus diversen Ligen. Von 1995 bis 1997 gingen sie mit den Fort Wayne Komets aus der International Hockey League eine Zusammenarbeit ein und fungierten in dieser Zeit als deren Farmteam. Die Kooperation mit den Portland Pirates von 1997 bis 2001 war dabei ihre längste Zusammenarbeit mit einem anderen Franchise. In der Saison 2004/05 waren sie das Farmteam von drei AHL-Franchises, den Chicago Wolves, Hershey Bears und den Portland Pirates. Seit 2009 besteht eine Zusammenarbeit mit den Philadelphia Flyers und den Adirondack Phantoms.

## Saisonstatistiken
Abkürzungen: GP = Spiele, W = Siege, L = Niederlagen, SOL = Niederlagen nach Shootout, Pts = Punkte, GF = Erzielte Tore, GA = Gegentore, PIM = Strafminuten
Colonial Hockey League (1995–1997)
| Saison  | GP | W  | L  | SOL | PTS | GF  | GA  | PIM  | Playoffs            |
| 1995–96 | 74 | 30 | 39 | 5   | 65  | 269 | 311 | 2372 | 1. Runde            |
| 1996–97 | 74 | 51 | 20 | 3   | 105 | 384 | 245 | 1846 | Colonial-Cup-Sieger |

United Hockey League (1997–2007)
| Saison  | GP | W  | L  | SOL | PTS | GF  | GA  | PIM  | Playoffs            |
| 1997–98 | 74 | 55 | 18 | 1   | 111 | 360 | 257 | 2204 | Colonial-Cup-Sieger |
| 1998–99 | 74 | 50 | 19 | 5   | 105 | 364 | 253 | 2514 | Finale              |
| 1999–00 | 74 | 53 | 16 | 5   | 111 | 341 | 216 | 2018 | Finale              |
| 2000–01 | 74 | 55 | 12 | 7   | 117 | 369 | 264 | 2373 | Colonial-Cup-Sieger |
| 2001–02 | 74 | 57 | 15 | 2   | 116 | 296 | 175 | 1810 | 2. Runde            |
| 2002–03 | 76 | 41 | 25 | 10  | 92  | 281 | 240 | 1738 | Finale              |
| 2003–04 | 76 | 50 | 20 | 6   | 106 | 287 | 220 | 1653 | 1. Runde            |
| 2004–05 | 80 | 39 | 30 | 11  | 89  | 226 | 228 | 1990 | 1. Runde            |
| 2005–06 | 76 | 41 | 27 | 8   | 90  | 224 | 213 | 1452 | 1. Runde            |
| 2006–07 | 76 | 37 | 28 | 11  | 85  | 269 | 264 | 1932 | 1. Runde            |

International Hockey League (2009–2010)
| Saison  | GP | W  | L  | SOL | PTS | GF  | GA  | PIM  | Playoffs           |
| 2009–10 | 76 | 29 | 35 | 8   | 70  | 207 | 263 | 1154 | Nicht qualifiziert |

Central Hockey League (seit 2010)
| Saison  | GP | W  | L  | OTL | SOL | PTS | GF  | GA  | PIM  | Playoffs           |
| 2010–11 | 66 | 34 | 31 | —   | 1   | 69  | 186 | 182 | 1028 | 1. Runde           |
| 2011–12 | 66 | 37 | 27 | 1   | 1   | 76  | 230 | 201 | 949  | Nicht qualifiziert |
| 2012–13 | 66 | 34 | 26 | —   | 6   | 74  | 219 | 201 | 1062 | 1. Runde           |
| 2013–14 | 66 | 33 | 23 | 3   | 7   | 76  | 219 | 198 | 909  | 2. Runde           |

## Team-Rekorde (UHL)

### Karriererekorde
Spiele: 456  Patrick Nadeau
Tore: 218  Glenn Stewart
Assists: 329  Hugo Proulx
Punkte: 542  Hugo Proulx
Strafminuten: 1338  Kerry Toporowski

## Team-Rekorde (CHL)

### Karriererekorde
Spiele: 261  Darren McMillan
Tore: 60  Mickey Lang
Assists: 77  Brandon Marino
Punkte: 128  Brandon Marino
Strafminuten: 442  Jason Kostadine
(Stand: Saisonende 2013/14)

## Ehemalige Spieler
| - / Anton Bader - Brendan Buckley - Rusty Fitzgerald - Landon Gare - Martin Hlinka | - Terry Hollinger - Mike Kompon - Sanny Lindström - Steve MacIntyre - / Bob Nardella | - Bruce Richardson - Cam Severson - Oļegs Sorokins - Sjarhej Stas | - Charlie Stephens - Jean-Guy Trudel - Jason Ulmer - Ľuboš Velebný |